# Jerry Andrus
Jerry Andrus (Sheridan, 28 januari 1918 - Albany, 26 augustus 2007) was een Amerikaans goochelaar en auteur, internationaal bekend vanwege zijn originele, vingervlugge goocheltrucs en zijn optische illusies.

## Jeugd
Jerry Andrus werd op 28 januari 1918 geboren in Sheridan in de Amerikaanse staat Wyoming. Op 10-jarige leeftijd verhuisde hij naar Albany in Oregon, waar hij woonde tot zijn dood in 2007. Toen hij 12 was, zag hij een optreden van een voormalig spiritueel medium, waardoor hij geïnteresseerd raakte in de kunst van de illusie. Hij werd op 16-jarige leeftijd lid van de International Society of Junior Magicians en stond al snel bekend als een "goochelaars goochelaar". Volgens zijn jarenlange vriend Ray Hyman was Andrus' moeder een fundamentalistische christen en stierf zijn vader toen Jerry nog jong was. Andrus werd een scepticus toen hij ongeveer 12 jaar oud was. Zijn school verloor een basketbalwedstrijd tegen een rivaliserende school en zijn medeleerlingen beschuldigden de scheidsrechter van het nemen van foute beslissingen. Jerry realiseerde zich dat de leerlingen van de andere school precies hetzelfde gezegd zouden hebben als zij hadden verloren. Vanaf dat moment begon Jerry vraagtekens te zetten bij overtuigingen die voorheen voor hem vanzelfsprekend waren.

## Goochelen
Als autodidactisch goochelaar ontwikkelde Andrus liever zijn eigen stijl dan dat hij de kunst traditioneel leerde van andere goochelaars. Uiteindelijk was hij bekend als een van de "beste en invloedrijkste beoefenaars van close-up magic aller tijden". Hij stond bekend om zijn unieke soort van vingervlugge "close-up" goocheltrucs onder bekende eigentijdse goochelaars zoals Lance Burton, Doug Henning en  Penn & Teller. Internationale speelkaartgoochelaars roemden Andrus vanwege zijn "Master Move", een vingervlugge goocheltruc zonder "noodzakelijke valse bewegingen". Als vroegtijdig lid van The Magic Castle, een nachtclub voor goochelaars in Hollywood, trad Andrus daar tot kort voor zijn dood twee keer per jaar op. "Met meer dan vijfduizend Magic Castle-leden... heeft deze heer lidmaatschapsnummer 306; hij heeft hier opgetreden sinds we onze deuren openden."

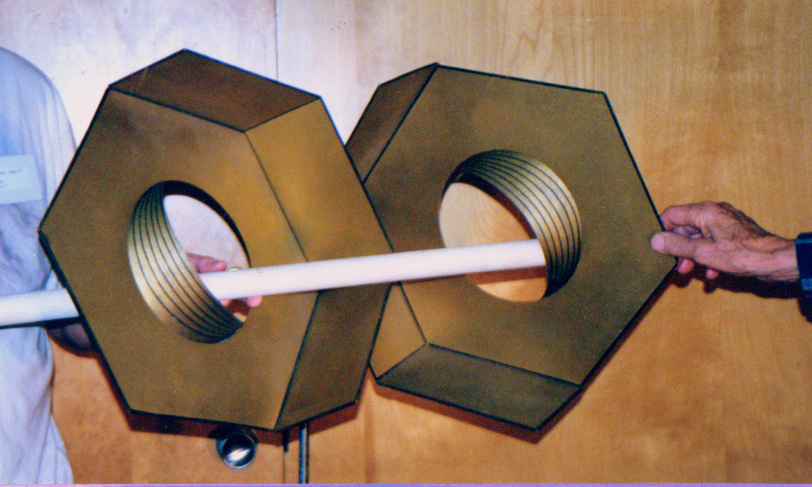
De moeren-illusie, uitgevonden door Jerry Andrus - Skeptic Toolbox, 2001

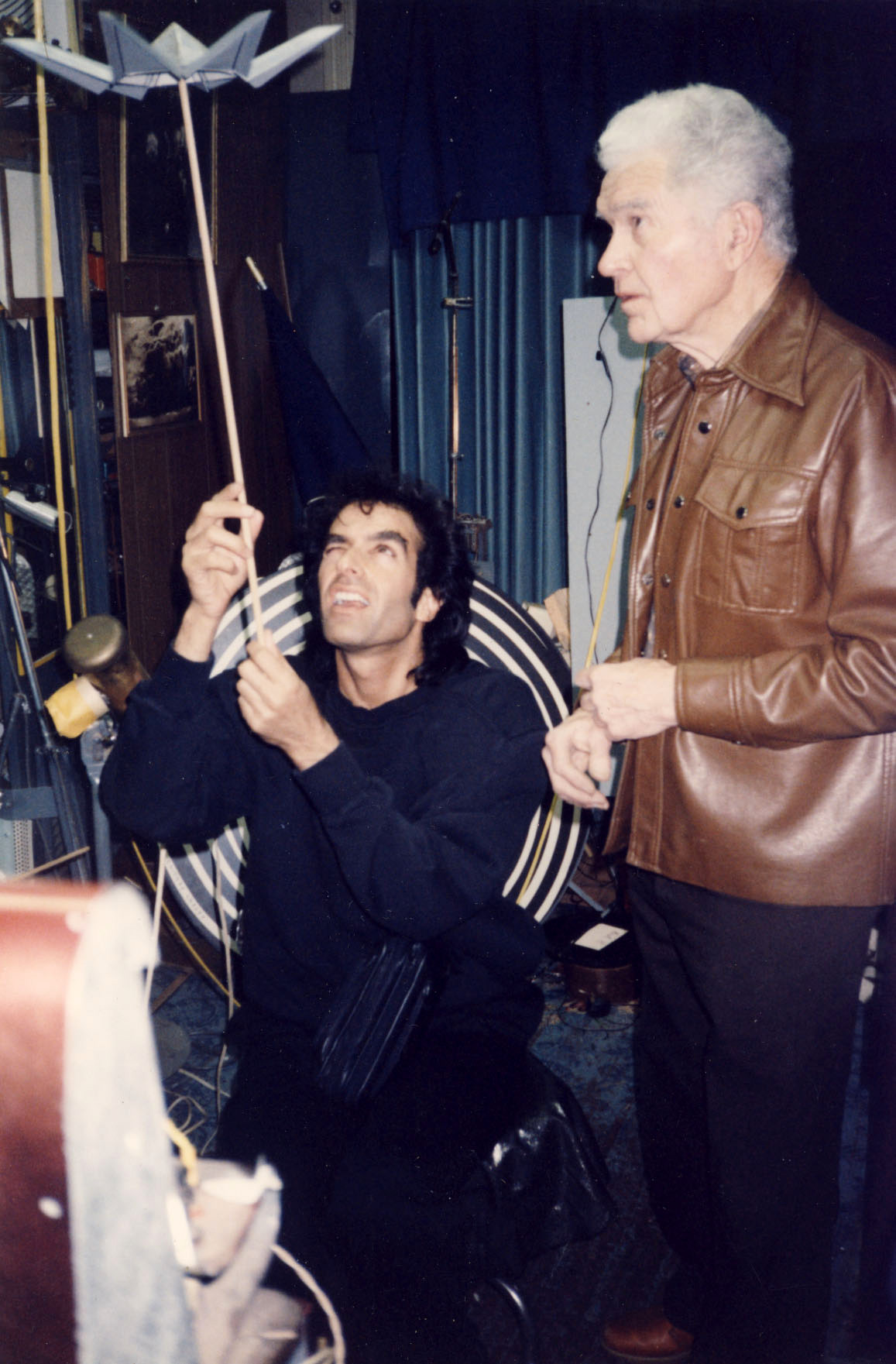
David Copperfield op bezoek bij Jerry Andrus in zijn Castle of Chaos

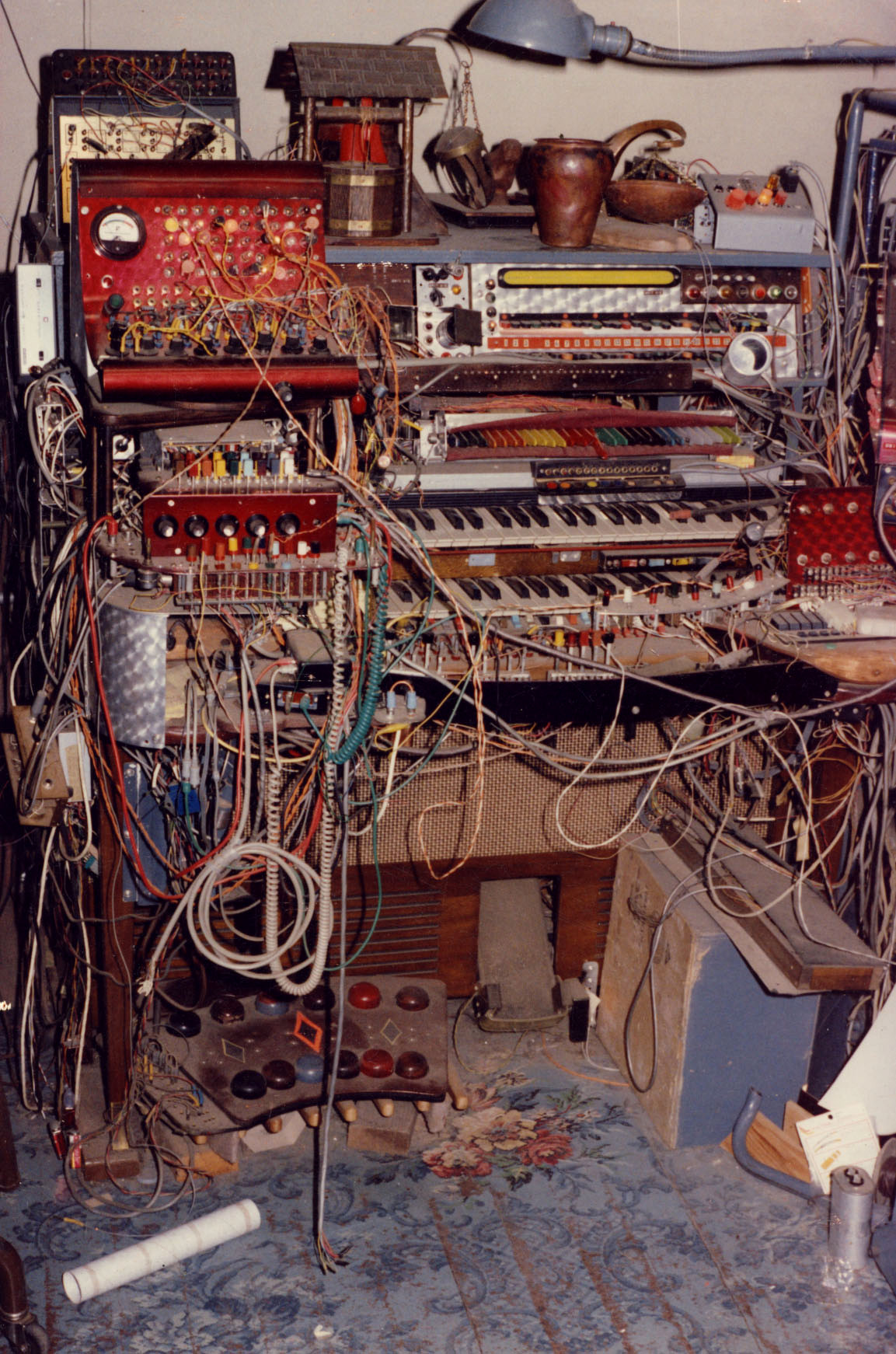
Het Orgel van Jerry Andrus

## Illusies
De Amerikaanse psycholoog Ray Hyman is ervan overtuigd dat hij Andrus' interesse heeft gewekt voor optische illusies. Hyman toonde hem de Mach-Eden-illusie met een indexkaart. Andrus leek niet geïnteresseerd, maar benaderde Hyman enige tijd later en toonde hem hoe hij de illusie had verbeterd door een illusie te verzinnen van een huis dat uitdijt als je het draait. Hij noemde het de Paradox-huisillusie.
Toen hij sprak bij een bijeenkomst van de Skeptic's Toolbox, een jaarlijkse conferentie over het belang van het begrijpen van optische illusies, zei Andrus: “Het belang van het demonstreren van illusies is niet slechts te laten zien dat we voor de gek gehouden kunnen worden... eerder is het te beseffen dat de menselijke geest in feite op de juiste manier functioneert... we kijken naar een geparkeerde auto op straat en nemen aan dat het gedeelte van de auto dat we niet zien er ook is; ons brein moet dat doen zodat we de wereld om ons heen kunnen begrijpen.”
In 1954 creëerde Andrus de beroemde “Linking Pins”, een close-up illusie waarin gesloten veiligheidsspelden snel aan elkaar worden gekoppeld in twee- en drietallen en kettingen.
Op uitnodiging van zijn jarenlange vriend en mede-goochelaar Ray Hyman toonde Andrus veel van zijn optische illusies bij de jaarlijkse Skeptic’s Toolbox in augustus op de campus van de Universiteit van Oregon. Twee van Andrus’ populairste illusies, de “onmogelijke doos”  en de “plankillusie van de Oregon Vortex” (de Oregon Vortex is een toeristische attractie met verschillende optische illusies)  worden uitgelegd in een artikel in het tijdschrift Skeptical Inquirer.
In de maanden voor zijn dood bleef Andrus illusies uitvinden. Hij gebruikte dagelijkse gebruiksvoorwerpen, zoals metalen veren, touwen, draad, karton, houten planken en stalen stangen. Veel van deze illusies zijn te bekijken op het internet en andere illusionisten hebben voortgeborduurd op zijn uitvindingen.

## Scepticisme
Als uitgesproken wetenschappelijk scepticus en agnost gaf Andrus vaak lezingen op wetenschappelijke en sceptische conferenties, waarbij hij zijn optische illusies en goocheltrucs gebruikte om aan te tonen hoe makkelijk het brein zich voor de gek laat houden door het oog. Hij sprak over een vorm van cognitieve wetenschap die probeert uit te leggen hoe het brein, doordat het werkt op een onbewust niveau, ertoe gebracht kan worden blijkbaar normale sensorische ervaringen verkeerd waar te nemen. “Er zijn veel mensen die geloven in het paranormale... als het aankomt op objectief bewijs geloof ik niet dat er zoiets is.”
Andrus en Ray Hyman verschenen in 1975 in een Canadese televisieshow waar ze de “paranormale” trucs uitlegden en nadeden die Uri Geller een week eerder had uitgevoerd voor gastheer Dick Klinger. Klinger vroeg: “Beschikt Uri Geller over bovennatuurlijke krachten?” Andrus antwoordde: “Nee”.

## Castle of Chaos

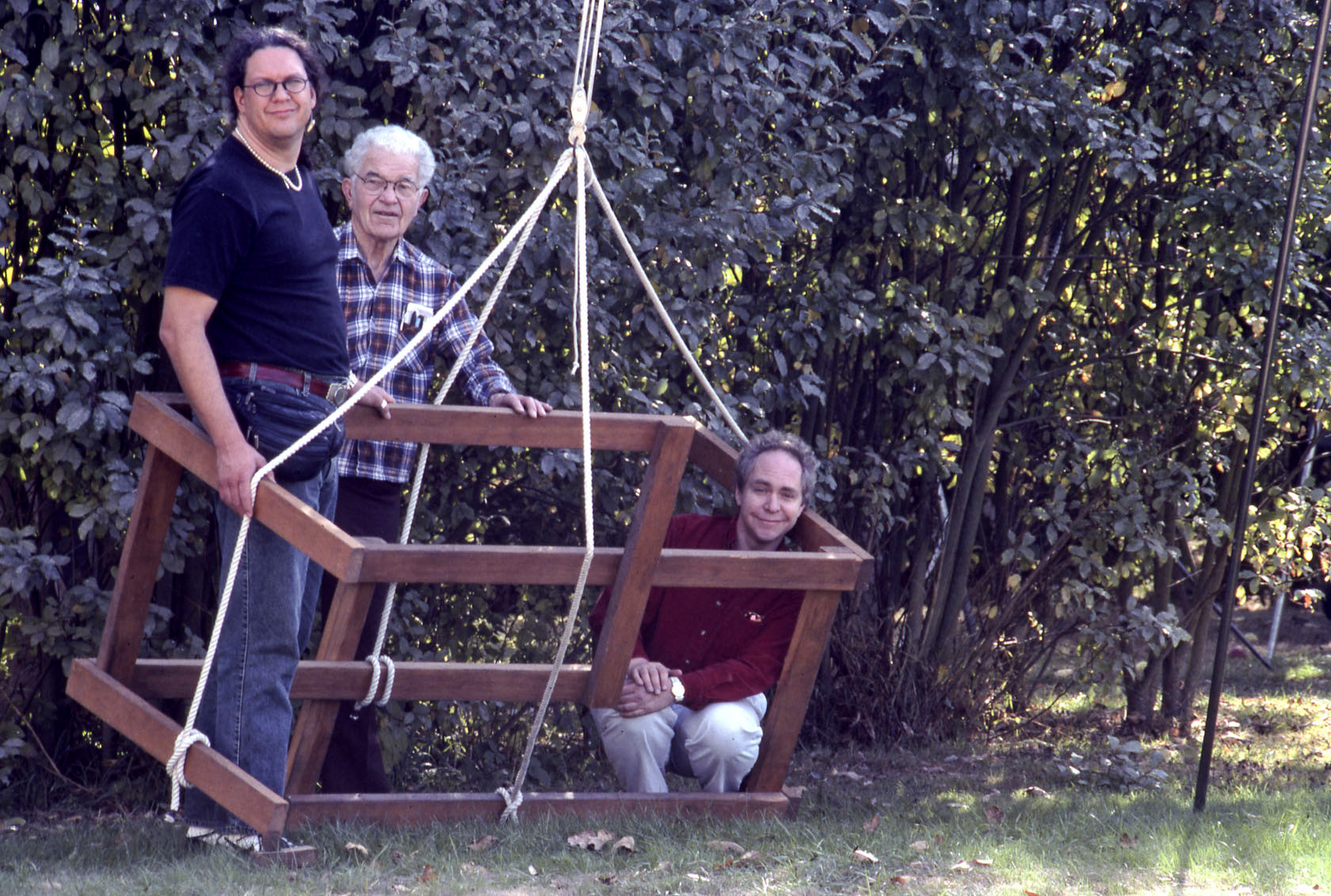
Penn & Teller bezoeken het Castle of Chaos

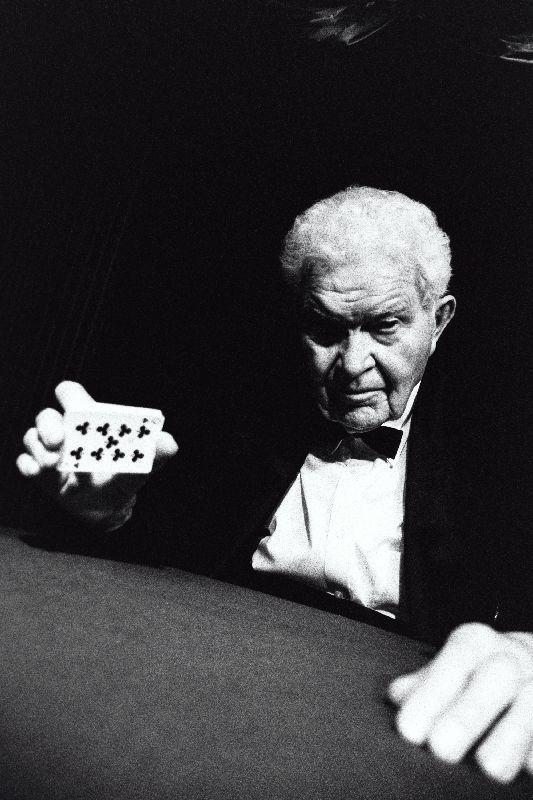
Andrus treedt op in The Magic Castle in Hollywood (Californië).

In Albany (Oregon) staat Andrus’ huis, dat hij "Castle of Chaos" noemde, verwijzend naar de vele objecten die hij door de jaren heen verzamelde in de hoop ze ooit te kunnen gebruiken om “iets spectaculairs te maken”. Daar verzon en creëerde hij zijn illusies. Hij organiseerde vaak evenementen voor goochelaars en fans. In 1982 was de Amerikaanse goochelaarsorganisatie M-U-M er te gast. “De bijeenkomst werd verrijkt door de rondleidingen door het Castle of Chaos die onze gastheer Jerry gaf. En ik ben blij te kunnen rapporteren dat de meesten van degenen die deelname aan de rondleiding veilig terugkeerden. Enkelen ontbreken nog, maar die zijn niet echt belangrijk. Jerry Andrus was een zeer sympathieke gastheer. Een keer moest hij bijna lachen, maar hij hield zich net op tijd in.” Het tv-programma Omni bezocht zijn huis voor de tv-special The New Frontier, gepresenteerd door Peter Ustinov. Andrus werd getoond bij het bespelen van het orgel dat hij ontwikkelde, waarvan de toetsen bij het bespelen lichten aan- en uitschakelden in het huis. 
Op 11 oktober 2011 is het Castle of Chaos op de Amerikaanse monumentenlijst geplaatst, de National Register of Historic Places.

## Eerbetoon aan Jerry Andrus
Gevraagd wanneer hij Jerry Andrus voor het eerst ontmoette, antwoordde goochelaar James Randi: “Dat is moeilijk te zeggen. Jerry was een van die lui ik dacht altijd al te kennen”. “Ik ontmoette hem in New York City in het bijzijn van Martin Gardner. Jerry was de eerlijkste man die ik ooit heb gekend... hij kon nergens over liegen... Hij was een genie, een goed mens en ja, ik mis hem elke dag.” In zijn laatste telefoongesprek met Randi zei Andrus: “Ik ben overal geweest waar ik ooit heen wilde, ik heb iedereen ontmoet die ik wilde leren kennen. Dit heb ik nog nooit gedaan en je krijgt geen tweede kans, heb ik me laten vertellen. Ik observeer heel interessante dingen. Ik zou willen dat ze me niet volstopten met zo veel chemicaliën want ik wil wat aantekeningen maken.”
- CiNii: DA18850639
- International Standard Name Identifier: 0000 0003 7837 9164
- Library of Congress Control Number: no2002094056
- Bibliotheek van het Japanse parlement: 00511725
- Virtual International Authority File: 256230674
- WorldCat: E39PBJdGMwrrWK9HmcWhWbPCwC